# Сельское поселение Большая Дергуновка
Сельское поселение Большая Дергуновка — муниципальное образование в Большеглушицком районе Самарской области.
Административный центр — село Большая Дергуновка.

## Административное устройство
В состав сельского поселения Большая Дергуновка входят:
- село Большая Дергуновка,
- село Березовка,
- посёлок Пробуждение.